# São Sebastião do Paraíso (ort)
São Sebastião do Paraíso är en ort i Brasilien.   Den ligger i kommunen São Sebastião do Paraíso och delstaten Minas Gerais, i den sydöstra delen av landet, 600 km söder om huvudstaden Brasília. São Sebastião do Paraíso ligger 974 meter över havet och antalet invånare är 68 654.
Terrängen runt São Sebastião do Paraíso är platt österut, men västerut är den kuperad. São Sebastião do Paraíso är det största samhället i trakten.
Runt São Sebastião do Paraíso är det i huvudsak tätbebyggt. Runt São Sebastião do Paraíso är det ganska tätbefolkat, med 86 invånare per kvadratkilometer.